# Jules de Gères
François-Jean-Luc-Jules, vicomte de Gères-Vacquey, né le 10 avril 1817 à Caudéran et mort le 27 octobre 1878 à Rions, est issu de la famille de Gères, qui fait partie de la noblesse française d'extraction, originaire de Guyenne (Bordelais), sur preuve de 1533, inscrite à l' ANF en 1981. 
Jules de Gères est un écrivain et poète français, membre de l'Académie des sciences, belles-lettres et arts de Bordeaux. Ses poésies furent très appréciées, notamment de Sainte-Beuve et de Barbey d'Aurevilly.

## Œuvres
- Les Premières fleurs, poésies, 1840
- Récits de Suisse et d'Italie, 1854
- Rose des Alpes, 1856
- Scènes du déluge en 1856, 1858
- Rimes buissonnières contre l'uniformité, 1858
- Le Roitelet, verselets et dédicaces, 1859
- L'Arbre devenu vieux, paysage philosophique, 1862
- Noël, lamentation épisodique, 1863
- Une croix d'honneur, 1874
- Cinq dizains de sonnets, 1875
- Le Phylloxéra devant la Bible, 1875

## Pour approfondir